# Finnieston Crane

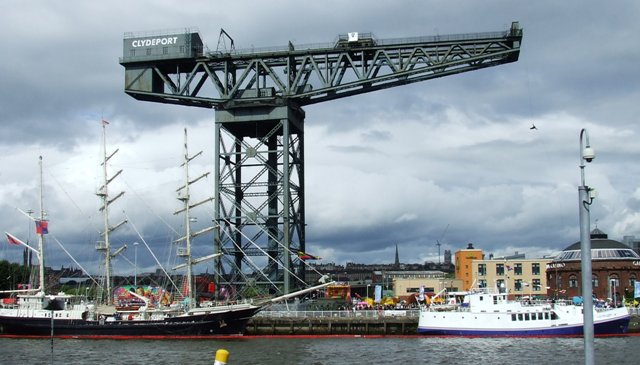
O Finnieston Crane com um soldado fazendo rapel na ponta.

O Finnieston Crane ou Stobcross Crane é um guindaste cantilever gigante em desuso no centro de Glasgow, Escócia. Ele não está mais em funcionamento, mas é mantido como um símbolo do patrimônio de engenharia da cidade. O guindaste era usado para carregar cargas, especialmente locomotivas a vapor, em navios para serem exportados para todo o mundo.
É um dos quatro guindastes desse tipo no rio Clyde, sendo que o quinto foi demolido em 2007, e um dos únicos onze guindastes cantilever gigantes remanescentes em todo o mundo.

## História

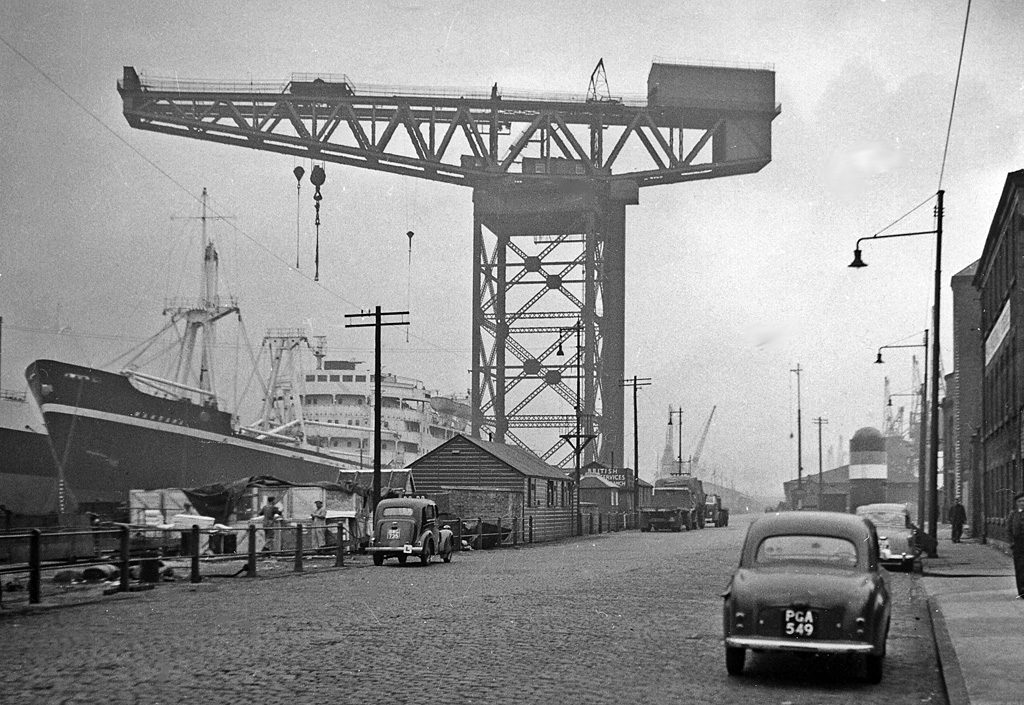
O guindaste em setembro de 1957.

O primeiro guindaste a ser chamado de “Finnieston Crane” foi transferido de um local em frente à York Street para Finnieston Quay em 1848. Ele foi testado com uma carga de 30 toneladas de ferro-gusa e ficou pronto para uso no final de abril daquele ano. Uma reportagem de jornal menciona que o guindaste seria usado para elevar máquinas a bordo de navios a vapor.
O Queens Dock foi inaugurado em agosto de 1877 como uma doca de 61 acres para a exportação de mercadorias do centro de Glasgow. Um guindaste a vapor de 130 toneladas (130 toneladas longas; 140 toneladas curtas) foi construído a oeste do atual na década de 1890, até ser demolido para dar lugar a uma ponte proposta para cruzar entre Finnieston Quay e Mavisbank Quay, que nunca foi construída. O guindaste atual, construído como substituto, foi o último guindaste cantilever gigante a ser construído no rio Clyde.
Ele foi encomendado em junho de 1928 pelo Clyde Navigation Trust, os operadores das instalações portuárias e das docas em Glasgow, concluído em 1931 e começou a operar em 1932. A torre foi construída pela Cowans, Sheldon & Company de Carlisle e o cantilever pela Cleveland Bridge & Engineering Company [en], sob a supervisão de Daniel Fife, engenheiro mecânico do Clyde Navigation Trust. O contrato para a construção do guindaste não foi para a Sir William Arrol & Co [en], que tinha experiência significativa em guindastes de doca e construiu vários outros guindastes ao longo do Clyde, incluindo o Titan Clydebank [en], embora a Sir William Arrol & Co estivesse envolvida no projeto das fundações.
O custo total do guindaste e das fundações foi de £69.000, 85% dos quais foram pagos pelo Clyde Navigation Trust. Ele é conhecido como “Stobcross Crane” ou “Clyde Navigation Trustees crane #7”, mas sua proximidade com o Finnieston Quay e o fato de que ele foi projetado para substituir o Finnieston Crane anterior fizeram com que ele fosse popularmente conhecido como Finnieston Crane.

## Arte pública

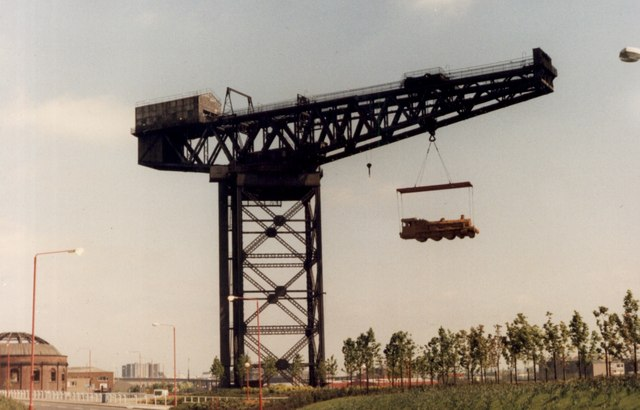
O Finnieston Crane em 1987 segurando a locomotiva de palha esculpida por George Wyllie.

Encomendada como parte da exposição 3D da TSWA, e exibida durante o festival de artes Mayfest de Glasgow em 1987, uma réplica em tamanho real da locomotiva feita de palha pelo escultor local  George Wyllie foi transportada da antiga Hyde Park Works em  Springburn e suspensa no guindaste, depois transportada de volta para Springburn e queimada para revelar a estrutura metálica por baixo.
Após a morte de Wyllie, em maio de 2012, um ponto de interrogação gigante foi suspenso do guindaste em reconhecimento ao seu trabalho. Em 2013, o artista americano Bill Fontana [en] colocou microfones no guindaste para registrar os sons produzidos pela estrutura.

## Propósito

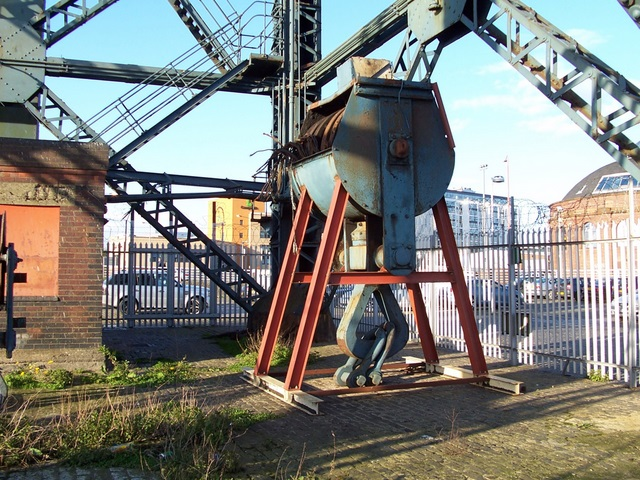
Um dos ganchos de içamento armazenados sob o guindaste.

Conectado a um ramal da Stobcross Railway [en], o objetivo principal do guindaste era o içamento de maquinário pesado, como tanques de guerra e locomotivas a vapor, em navios para exportação. Cerca de 30.000 locomotivas foram transportadas pelas ruas de Glasgow por cavalos Clydesdale, motores de tração e tratores a diesel, desde as obras em Springburn até o guindaste para serem exportadas para o Império Britânico. O guindaste (desde 1988) não está funcionando, mas é mantido como um símbolo do patrimônio de engenharia da cidade.

## Design
O Finnieston Crane é um guindaste cantilever gigante de 53 metros de altura com uma estrutura em consola de 46 metros. Ele tem uma capacidade de elevação de 175 toneladas e pode realizar uma rotação completa em três minutos e meio. Pode ser elevado por uma escada de aço ou por um elevador elétrico, o único exemplo desse tipo de elevador de pessoal na Grã-Bretanha. É também o único guindaste equipado com um trilho horizontal para permitir o movimento do guincho, um guindaste auxiliar destinado a manusear cargas mais leves.
As docas atendidas pelo guindaste foram fechadas em 1969 e, desde então, foram preenchidas e reformadas. A Rotunda Norte (parte do extinto Túnel Clyde Harbour) fica a leste do guindaste, e o Centro Escocês de Exposições e Conferências e o Auditório Clyde a oeste.
É um dos quatro guindastes desse tipo no rio Clyde, depois que o Fairfield Titan [en] foi demolido em 2007, e um dos únicos onze guindastes cantilever gigantes remanescentes em todo o mundo. O guindaste pode ser visto no plano de fundo das transmissões da  BBC Reporting Scotland da BBC Pacific Quay e também no plano de fundo do  Live at Five na STV 2 [en].